# Marrakesh-Safi
Marrakesh-Safi (arabisk: مراكش آسفي, Muṙṙākuš Asfi; (berbisk: ⵎⵕⵕⴰⴽⵛ ⴰⵙⴼⵉ , Mṙṙakš Asfi) er en af Marokkos tolv regioner. Befolkningen var i 2014 4.520.569. Hovedstaden er Marrakesh.

## Historie
Marrakesh-Safi blev oprettet i september 2015 ved at fusionere den gamle region Marrakesh-Tensift-El Haouz med provinserne Safi og Youssoufia i Doukkala-Abda- regionen.

## Administrativ inddeling
Regionen består af følgende provinser og præfekturer:
- Marrakech præfektur
- Al Haouz (provins)
- Chichaoua (provins)
- El Kelâa des Sraghna (provins)
- Essaouira (provins)
- Rehamna (provins)
- Safi (provins)
- Youssoufia (provins)